# Beta Serpentis
Beta Serpentis (β Ser / β Serpentis / 28 Serpentis) és un sistema estel·lar en la constel·lació del Serpens. Rep el nom tradicional de Chow (del mandarí 周, zhōo, en referència a la Dinastia Zhou). Es troba a 155 anys llum del sistema solar i forma part del corrent d'estels de l'Associació estel·lar de l'Ossa Major.
L'estel principal, Beta Serpentis A, és una subgegant blanca de tipus espectral A2IV de magnitud aparent de +3,65. La seva temperatura superficial aconsegueix els 8549 K i la seva lluminositat és 61 vegades superior a la Lluminositat solar. Gira sobre si mateixa a gran velocitat —la seva velocitat de rotació és d'almenys 189 km/s—, sent el seu període de rotació inferior a 23 hores. Té una massa entre 2,4 i 2,5 masses solars.
Acompanya al subgegant Beta Serpentis B, una nana taronja de tipus K3V i magnitud +9,9. Separat d'ell almenys 1500 ua, empra més de 31.000 anys a completar una òrbita. Un tercer estel de magnitud +10,7, Beta Serpentis C, també forma part del sistema; és així mateix una nan taronja amb un radi orbital al voltant del parell AB és igual o major de 9500 ua, la qual cosa implica un ampli període superior a 500.000 anys.